# Dysschema joiceyi
Dysschema joiceyi är en fjärilsart som beskrevs av Paul Dognin 1922. Dysschema joiceyi ingår i släktet Dysschema och familjen björnspinnare. Inga underarter finns listade i Catalogue of Life.